# We Came with the Northern Winds
We Came with the Northern Winds: En Saga i Belgia is een dubbel-dvd en dubbel-cd uit 2009 van de Noorse symfonische-metalband Leaves' Eyes.

## Tracks

### Dvd 1 - Documentaire
1. "From Fjords And Myths"
2. "The Story Of Leaves Eyes"
3. "Ode To A Seamaid"
4. "Musical Nature"
5. "The Saga Of Vinland"
6. "Sounds Of Strings"
7. "Across European Borders"
8. "Dark Emotions"
9. "Mexican Tales"
10. "Strange Melodies"
11. "Viva Southamerica"
12. "Angelique Voices"
13. "Going Downunder"
14. "The Beauty And The Beast"
15. "American Dreams"
16. "The Passage"

### Dvd2 - Live at MFVF '08
1. "Intro - Vinland Saga"
2. "Farewell Proud Men"
3. "Ocean's Way"
4. "The Crossing"
5. "Into Your Light"
6. "The Thorn"
7. "Mourning Tree"
8. "For Amelie"
9. "Skraelings"
10. "Temptation"
11. "Tales Of The Seamaid"
12. "New Found Land"
13. "Leaves' Eyes"
14. "Solemn Sea"
15. "Amrhan"
16. "Norwegian Lovesong"
17. "Lyset"
18. "Legend Land"
19. "Elegy"
20. "Outro - Mot Fjerne Land"

### Cd 1
1. "Intro - Vinland Saga"
2. "Farewell Proud Men"
3. "Ocean's Way"
4. "The Crossing"
5. "Into Your Light"
6. "The Thorn"
7. "Mourning Tree"
8. "For Amelie"
9. "Skraelings"

### Cd 2
1. "Temptation"
2. "Tales Of The Seamaid"
3. "New Found Land"
4. "Leaves' Eyes"
5. "Solemn Sea"
6. "Amrhan"
7. "Norwegian Lovesong"
8. "Lyset"
9. "Legend Land"
10. "Elegy"
11. "Outro - Mot Fjerne Land"